# Venice (Band)
Venice ist eine US-amerikanische Folk-Rock-Band aus Venice, Los Angeles.

## Geschichte
Die US-amerikanische Rockband Venice wurde 1977 von den Cousins Michael und Kipp Lennon gegründet. Michaels Bruder Mark kam 1977 hinzu, Kipps Bruder Pat 1980.
Kipp und Pat Lennon sind jüngere Brüder der Lennon Sisters.
Die große Familie der Lennons stammt ab von der aus München stammenden Primaballerina Betty Heinrich, die zu Beginn des 20. Jahrhunderts durch die USA tourte. In Kalifornien heiratete Betty Heinrich einen Reporter aus Chicago, der über das große Erdbeben 1906 in San Francisco berichtete. Die Lennon-Musiker gehören der Enkelgeneration der beiden an.

## Stil
Die Musik der südkalifornischen Band Venice kombiniert den Rock ’n’ Roll der Bands Aerosmith, The Beach Boys, Eagles, Fleetwood Mac aus den 1960er und 70er Jahren mit dem Folk-Gesang von Crosby, Stills & Nash, der Eagles, Simon & Garfunkel und James Taylor. Außerdem werden Elemente des Jackson-Five-, Earth,-Wind-and-Fire-Funk, Pop, und etwas Craig-David-R&B-Soul integriert. Die Band verzeichnet seit 1998 große Beliebtheit und Erfolg in den Niederlanden, mit ausverkauften Konzertsälen und Venues.

## Auszeichnungen
2003 gewann Venice den seit 1960 verliehenen Musikpreis Edison in den Niederlanden als bester internationaler Künstler mit dem Album Welcome to the Rest of Your Life.

## Diskografie

### Alben
- 1986 – Do It Yourself (selbst produziert LP)
- 1990 – Venice (Modern/Atlantic)
- 1995 – Garage Demos Part I (selbst produziert)
- 1995 – Garage Demos Part II (selbst produziert)
- 1997 – Born and Raised (Vanguard)
- 1999 – Spin Art (Vanguard)
- 1999 – Christmas with Venice (selbst produziert)
- 2000 – 2 Meter Sessies (Universal)
- 2002 – Welcome to the Rest of Your Life (Columbia)
- 2004 – Pacific Standard Time (Flow)
- 2006 – Amsterdam (Universal/Flow)
- 2006 – A Band Called Venice (Flow/Japan)
- 2007 – Garage Demos Part III (selbst produziert)
- 2008 – Venice – Home Grown (Best of)  (Flow/Venice)
- 2009 – Venice – Electric – Live and Amplified (selbst produziert)
- 2012 – A Venice Christmas Live (CD+DVD) (Flow/Lennon Records)
- 2013 – What Summer Brings (Lennon Records)
- 2015 – Venetian Vinyl (Lennon Records)
- 2015 – Lucky 7 Part 1 (Lennon Records)
- 2016 – Brunch Buffet (Lennon Records)
- 2017 – Into the Morning Blue (Lennon Records)
- 2018 – Jacaranda Street (Lennon Records)
- 2024 – Stained Glass (Lennon Records)

### DVDs
- Venice Live (im Theater Carré Amsterdam)
- Blue Paint (Musikvideo)
- 2 meter sessions (Harderwijk 1998 and Los Angeles 1999)
- Alive and Acoustic  (Live production Holland, with audience, 2007)
- Live in Hollywood – 1990 (Lennon Records)